# Merton College

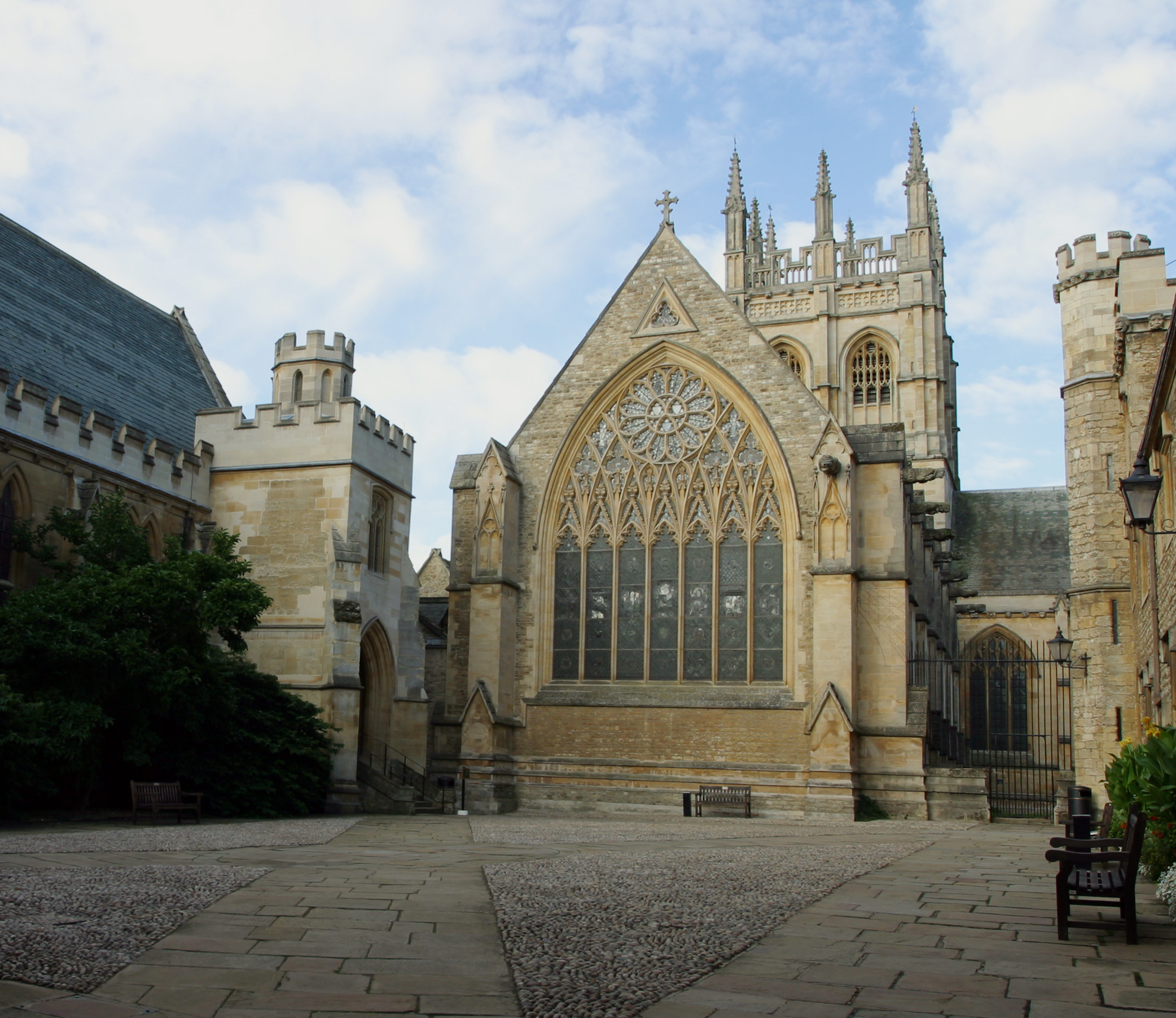
Merton College

Merton College is een van de constituerende colleges van de Britse Universiteit van Oxford.

## Geschiedenis
De geschiedenis van Merton College gaat terug tot de jaren 1260, toen Walter de Merton, kanselier van Hendrik III en later van Edward I, de eerste statuten opstelde voor een onafhankelijke academische gemeenschap en dotaties deed om deze te ondersteunen. Het belangrijkste kenmerk van de stichting was dat "Merton College" zichzelf zou besturen en dat de dotaties rechtstreeks in het bezit kwamen van de Warden en Fellows.

## Bestuursleden, docenten en alumni

### Middeleeuwen
- Walter de Merton, Lord Chancellor, bisschop van Rochester (stichter)
- Aartsbisschop Thomas Bradwardine, theoloog en astronoom (1321), een van de Oxford Calculators
- William van Heytesbury, (1330), een van de Oxford Calculators
- John Dumbleton, (1338), een van de Oxford Calculators
- Richard Swineshead, (1340), een van de Oxford Calculators
- John Wyclif, theoloog (1356)

Van twee markante academici uit de vroege 14e eeuw, Johannes Duns Scotus en Willem van Ockham, heeft men lang gedacht dat zij verbonden zijn geweest aan Merton College, maar hiervoor bestaat geen bewijs. Als franciscanen zouden zij bovendien niet als fellow van Merton College in aanmerking zijn gekomen.

### 16e eeuw
- John Jewel, bisschop, theoloog en Anglicaans godgeleerde (1535)
- Thomas Bodley, diplomaat, geleerde en bibliothecaris (1563)
- Henry Savile, geleerde en staatsman (1565)
- Richard Smyth, Regius Professor of Divinity, Merton College, en eerste kanselier van de Universiteit van Dowaai

### 17e eeuw
- John Bainbridge, astronoom (ca. 1610)
- Robert Blake, admiraal en parlementslid voor Bridgwater (1615)
- Thomas Carew, dichter
- William Harvey, arts (1645)
- Richard Steele, politicus en schrijver (1691)
- Anthony Wood, antiquaar

### 18e eeuw
- David Hartley – parlementslid en ondertekenaar van het Verdrag van Parijs
- John Graves Simcoe – officier en eerste vicegouverneur van Opper-Canada

### 19e eeuw
- Max Beerbohm, auteur en karikaturist (1890)
- F.H. Bradley, filosoof
- Randolph Churchill, staatsman (1867)
- F.E. Smith, staatsman (doceerde rechten aan Merton College)
- Frederick Soddy, radiochemicus en winnaar van de Nobelprijs voor de Scheikunde (1895)

### 20e eeuw (afgestudeerd voor 1960)
- Theodor Adorno, filosoof, socioloog, musicoloog en kunstcriticus (1934)
- Leonard Allinson, hoge commissaris in Kenia en ambassadeur van het United Nations Environment Programme (1944)
- Roger Bannister, middellangeafstandsloper en neuroloog (1950)
- Lennox Berkeley, componist
- Basil Blackwell, boekverkoper en uitgever (1907)
- Edmund Blunden, hoogleraar in de poëzie (1931)
- T.S. Eliot, dichter en winnaar van de Nobelprijs voor de Literatuur (1914)
- Tony Hoare, computerwetenschapper (1952)
- Andrew Irvine, bergbeklimmer (1921)
- Jeremy Isaacs, televisiemaker en impresario
- Kris Kristofferson, acteur en musicus
- Anthony Leggett, natuurkundige, winnaar van de Nobelprijs voor de Natuurkunde (1959)
- John Lucas, filosoof
- Reginald Maudling, politicus
- Airey Neave, politicus, gedood door de Irish National Liberation Army (INLA)
- Eric Simms, ornitholoog
- Niko Tinbergen, etholoog (1949)
- J.R.R. Tolkien, auteur en hoogleraar Engels (1945)
- Geoffrey Vickers, militair
- Angus Wilson, auteur

### Tijdgenoten (afgestudeerd sinds 1960)
- James Clark, auteur van groff en ontwikkelaar van opensourcesoftware (1982)
- Redmond O'Hanlon, reisschrijver
- Jeremy Isaacs, tv-producent
- Alec Jeffreys, geneticus
- Alister McGrath, wetenschapper en theoloog
- John David Morley, romanschrijver
- Naruhito van Japan (1982)
- Michael Ridpath, auteur (1979)
- Dana Scott, logicus
- Ed Vaizey, parlementslid voor Wantage
- Andrew Wiles, wiskundige (1971), beroemd vanwege zijn bewijs van de laatste stelling van Fermat in 1994.

## Voetnoten
1. ↑  Zie G.H. Martin - J.R.L. Highfield, A History of Merton College, Oxford, 1997, pp. 1-2.
2. ↑  G.H. Martin - J.R.L. Highfield, A History of Merton College, Oxford, 1997, p. 53.